# 赵染
趙染（？—314年），字文瀚，常山郡真定县（今河北省石家庄市正定县）人，《晋书》又作趙冉，西晋及五胡十六国時代漢国（后来的前趙）军事将领。父亲是西晋征西将軍趙統（与赵云的儿子同名不同人）。

## 生平
趙染在西晋南阳王司馬模麾下为牙門将。311年七月，司馬模命令趙染戍守蒲坂，准备抵御汉军的入侵。赵染求任冯翊太守之职，但司馬模没有同意。趙染因此大怒，率领部众向汉国投降。汉皇帝刘聪任用赵染为平西将军，驻扎新丰。
八月，刘聪派遣赵染与安西将军刘雅带领二万骑兵一起进攻镇守长安的司马模，河内王刘粲、始安王刘曜率领大队人马作为后续援兵。赵染在潼关打败西晋大军，斩杀将軍呂毅。大军深入下邽，凉州武将北宫纯率部从长安投降漢国。汉军围攻长安，司马模派淳于定出战也被打败。此后，长安粮尽兵散，司马模投降了赵染。赵染攻克长安后，把司马模送到河内王刘粲处。九月，刘粲处死司马模。
十月，西晋安定郡太守賈疋、扶風郡太守梁綜等起兵，想要收复长安，刘粲派赵染、刘雅进攻新平。西晋馮翊太守索綝去救援新平，与汉军大小百余战，赵染等人败退。
313年九月，晋将麹允据守黄白城，趙染与中山王劉曜前去攻打，麴允多次出战都失败了。晋将索綝被任命为征東大将軍，率兵救援麹允。赵染对刘曜说：“麴允率领大军在外面，长安空虚，可以带轻骑兵袭击。”劉曜命趙染为前鋒大都督、安南大将軍，率领五千精锐骑兵袭击长安。途中在渭陽击败晋軍，斩杀将軍王广，趁着夜色攻入长安外城，晋愍帝奔往射雁楼。赵展焚烧了龙尾山下以及晋軍各营帐，杀死抢掠一千多人。早晨，赵染退到逍遥园驻扎。将军麴鉴从阿城率领五千人救长安，赵染带兵回师，麴鉴追击赵染，与刘曜军队相遇 ，麴鉴军队大败。
314年六月，赵染响应劉曜西征，在新丰驻扎、索綝带兵出去阻击。趙染连战连胜，所以他居功自傲，看不起索綝。长史鲁徽说：“现在司馬鄴被臣下拥立在关中自称皇帝。兵力已非昔日可比。必尽死力防守我军。司馬鄴与其大臣，自知力量悬殊不是对手，将与我们拼命，如同困兽之斗，我们不能够轻视。”赵染说：“司马模那么强大，我打败他如同摧枯拉朽。索綝这小子，能弄脏我的马蹄、刀刃吗？”
天一亮，趙染率领精鋭数百騎迎着索綝的军队而去，对士兵们说：“抓到索綝以后再吃饭。”索綝与赵染在新丰城西交战，赵染兵败而归。趙染懊悔道：“我不听鲁徽的话以致失败，有什么脸面见他。” 出于羞愧，他处决了魯徽。魯徽临刑前，对趙染说：“将軍如果不听諫言自取失败，却杀害忠良之士，日后如何面对天下。袁绍就是这样做的，将军的所作所为就是步他后尘，灭亡是必然的。可惜没能见到大司馬（劉曜）最后一面就死了，据说死者没有知觉了，否则，那么我会去黄泉遇见田丰，向他控诉将军，让将军无法在床上死去。” 说完，他对刽子手喝道：“我要面向东方死去。”于是他面向劉曜大营的方向被处死。劉曜闻言，叹道：“小水坑里塞不进去一尺长的鲤鱼，就是说的趙染吧。”
随后，赵染又与将军殷凯率领几万军队进发长安，雍州刺史麹允在冯翊迎战，结果麹允失败，收兵。夜里，麹允袭击殷凯军营，殷凯失败而死。赵染攻打北地，遭到麹允阻击，赵染身中弩箭而死。
一天晚上，趙染做了一场噩梦。愤怒的魯徽出现，拉弓向趙染射去。趙染惊醒，第二天攻城时，中弓弩而死。

## 文学形象
《续三国演义》里，赵染被说成三国蜀汉赵云的孙子，赵统的儿子。